# Enis Çokaj
Enis Çokaj (Koplik, 23 febbraio 1999) è un calciatore albanese, centrocampista del Levadeiakos in prestito dal Panathīnaïkos.

## Carriera

### Club
Il 21 gennaio 2019 viene acquistato in prestito per 6 mesi dalla squadra albanese del Laçi.
Il 15 settembre 2022 viene acquistato a titolo definitivo dalla squadra greca del Panathīnaïkos per un milione di euro, con cui firma un contratto quadriennale con scadenza il 30 giugno 2026.

### Nazionale
Debutta con la maglia della nazionale albanese Under-21 il 15 ottobre 2019 nella partita valida per le qualificazioni all'Europeo 2021, vinta per 2-1 contro il Kosovo Under-21.
Il 3 ottobre 2020 riceve la sua prima convocazione dalla nazionale maggiore per la partita amichevole contro l'Armenia del 7 ottobre 2020 e per le partite valide per la Nations League rispettivamente contro Kazakistan e Lituania del 10 e 13 ottobre 2020.
L'8 settembre 2021 esordisce con la selezione albanese nel successo per 5-0 contro San Marino nelle qualificazioni ai Mondiali 2022.

## Statistiche

### Presenze e reti nei club
Statistiche aggiornate al 14 maggio 2025.
| Stagione                   | Squadra                    | Campionato                 | Campionato | Campionato | Coppe nazionali | Coppe nazionali | Coppe nazionali | Coppe continentali | Coppe continentali | Coppe continentali | Altre coppe | Altre coppe | Altre coppe | Totale | Totale |
| Stagione                   | Squadra                    | Comp                       | Pres       | Reti       | Comp            | Pres            | Reti            | Comp               | Pres               | Reti               | Comp        | Pres        | Reti        | Pres   | Reti   |
| -------------------------- | -------------------------- | -------------------------- | ---------- | ---------- | --------------- | --------------- | --------------- | ------------------ | ------------------ | ------------------ | ----------- | ----------- | ----------- | ------ | ------ |
| gen.-giu. 2019             | Laçi                       | KS                         | 15         | 0          | CA              | 4               | 1               | -                  | -                  | -                  | -           | -           | -           | 19     | 1      |
| 2019-2020                  | Lokomotiva Zagabria        | 1. HNL                     | 30         | 1          | CC              | 5               | 2               | -                  | -                  | -                  | -           | -           | -           | 35     | 3      |
| 2020-2021                  | Lokomotiva Zagabria        | 1. HNL                     | 28         | 0          | CC              | 1               | 0               | UCL+UEL            | 0+1                | 0                  | -           | -           | -           | 30     | 0      |
| 2021-2022                  | Lokomotiva Zagabria        | 1. HNL                     | 28         | 1          | CC              | 1               | 0               | -                  | -                  | -                  | -           | -           | -           | 29     | 1      |
| lug.-set. 2022             | Lokomotiva Zagabria        | 1. HNL                     | 8          | 1          | CC              | 0               | 0               | -                  | -                  | -                  | -           | -           | -           | 8      | 1      |
| Totale Lokomotiva Zagabria | Totale Lokomotiva Zagabria | Totale Lokomotiva Zagabria | 94         | 3          |                 | 7               | 2               |                    | 1                  | 0                  |             | -           | -           | 102    | 5      |
| set. 2022-2023             | Panathīnaïkos              | SL                         | 20         | 0          | CG              | 3               | 0               | UECL               | -                  | -                  | -           | -           | -           | 23     | 0      |
| 2023-gen. 2024             | Panathīnaïkos              | SL                         | 2          | 0          | CG              | 0               | 0               | UCL                | 2                  | 0                  | -           | -           | -           | 4      | 0      |
| Totale Panathīnaïkos       | Totale Panathīnaïkos       | Totale Panathīnaïkos       | 22         | 0          |                 | 3               | 0               |                    | 2                  | 0                  |             | -           | -           | 27     | 0      |
| gen.-giu. 2024             | Osijek                     | 1. HNL                     | 15         | 0          | CC              | 1               | 0               | UECL               | -                  | -                  | -           | -           | -           | 16     | 0      |
| 2024-2025                  | Levadeiakos                | SL                         | 29         | 0          | CG              | 1               | 0               | -                  | -                  | -                  | -           | -           | -           | 30     | 0      |
| Totale carriera            | Totale carriera            | Totale carriera            | 175        | 3          |                 | 16              | 3               |                    | 3                  | 0                  |             | -           | -           | 194    | 6      |

### Cronologia presenze e reti in nazionale
| Cronologia completa delle presenze e delle reti in nazionale ― Albania | Cronologia completa delle presenze e delle reti in nazionale ― Albania | Cronologia completa delle presenze e delle reti in nazionale ― Albania | Cronologia completa delle presenze e delle reti in nazionale ― Albania | Cronologia completa delle presenze e delle reti in nazionale ― Albania | Cronologia completa delle presenze e delle reti in nazionale ― Albania | Cronologia completa delle presenze e delle reti in nazionale ― Albania | Cronologia completa delle presenze e delle reti in nazionale ― Albania |
| Data                                                                   | Città                                                                  | In casa                                                                | Risultato                                                              | Ospiti                                                                 | Competizione                                                           | Reti                                                                   | Note                                                                   |
| ---------------------------------------------------------------------- | ---------------------------------------------------------------------- | ---------------------------------------------------------------------- | ---------------------------------------------------------------------- | ---------------------------------------------------------------------- | ---------------------------------------------------------------------- | ---------------------------------------------------------------------- | ---------------------------------------------------------------------- |
| 8-9-2021                                                               | Elbasan                                                                | Albania                                                                | 5 – 0                                                                  | San Marino                                                             | Qual. Mondiali 2022                                                    | -                                                                      | 81’                                                                    |
| 12-10-2021                                                             | Tirana                                                                 | Albania                                                                | 0 – 1                                                                  | Polonia                                                                | Qual. Mondiali 2022                                                    | -                                                                      | 77’                                                                    |
| 13-6-2022                                                              | Tirana                                                                 | Albania                                                                | 0 – 0                                                                  | Estonia                                                                | Amichevole                                                             | -                                                                      | 33’ 63’                                                                |
| 27-9-2022                                                              | Tirana                                                                 | Albania                                                                | 1 – 1                                                                  | Islanda                                                                | UEFA Nations League 2022-2023 - 1º turno                               | -                                                                      | 83’                                                                    |
| 19-11-2022                                                             | Tirana                                                                 | Albania                                                                | 2 – 0                                                                  | Armenia                                                                | Amichevole                                                             | -                                                                      | 46’                                                                    |
| Totale                                                                 |                                                                        | Presenze (235º posto)                                                  | 5                                                                      |                                                                        | Reti                                                                   | 0                                                                      |                                                                        |

| Cronologia completa delle presenze e delle reti in nazionale ― Albania under 21 | Cronologia completa delle presenze e delle reti in nazionale ― Albania under 21 | Cronologia completa delle presenze e delle reti in nazionale ― Albania under 21 | Cronologia completa delle presenze e delle reti in nazionale ― Albania under 21 | Cronologia completa delle presenze e delle reti in nazionale ― Albania under 21 | Cronologia completa delle presenze e delle reti in nazionale ― Albania under 21 | Cronologia completa delle presenze e delle reti in nazionale ― Albania under 21 | Cronologia completa delle presenze e delle reti in nazionale ― Albania under 21 |
| Data                                                                            | Città                                                                           | In casa                                                                         | Risultato                                                                       | Ospiti                                                                          | Competizione                                                                    | Reti                                                                            | Note                                                                            |
| ------------------------------------------------------------------------------- | ------------------------------------------------------------------------------- | ------------------------------------------------------------------------------- | ------------------------------------------------------------------------------- | ------------------------------------------------------------------------------- | ------------------------------------------------------------------------------- | ------------------------------------------------------------------------------- | ------------------------------------------------------------------------------- |
| 15-10-2019                                                                      | Elbasan                                                                         | Albania under 21                                                                | 2 – 1                                                                           | Kosovo under 21                                                                 | Qual. Europeo Under-21 2021                                                     | -                                                                               | 14’ 90+1’                                                                       |
| 15-11-2019                                                                      | Scutari                                                                         | Albania under 21                                                                | 0 – 3                                                                           | Inghilterra under 21                                                            | Qual. Europeo Under-21 2021                                                     | -                                                                               | 85’                                                                             |
| Totale                                                                          |                                                                                 | Presenze                                                                        | 2                                                                               |                                                                                 | Reti                                                                            | 0                                                                               |                                                                                 |